# Ten (албум на Гърлс Алауд)
Ten е вторият сборен и последен албум на английската група Гърлс Алауд издаден през ноември 2012. Албумът достига номер 9 и е с общи продажби от 300 хиляди копия.

## Списък с песните

### Оригинален траклист
1. Something New – 3:20
2. The Promise (радио редактиран) – 3:43
3. The Loving Kind (радио mix) – 3:59
4. Untouchable (радио mix) – 3:48
5. Sexy! No No No... – 3:18
6. Call the Shots – 3:43
7. Can't Speak French (радио редактиран) – 3:19
8. Something Kinda Ooooh – 3:20
9. Biology – 3:35
10. The Show – 3:36
11. Love Machine – 3:25
12. I'll Stand by You – 3:43
13. Jump – 3:39
14. No Good Advice – 3:47
15. Sound of the Underground – 3:41
16. On the Metro – 3:12
17. Beautiful 'Cause You Love Me – 3:28
18. Every Now and Then – 4:25

### Делукс издание (диск 2)
1. Graffiti My Soul – 3:14
2. Wake Me Up (редактирано изпълнение) – 3:10
3. Wild Horses – 3:23
4. Swinging London Town – 4:02
5. Whole Lotta History (оригинален mix) – 3:47
6. Crazy Fool – 3:34
7. Girl Overboard – 4:09
8. Black Jacks – 4:20
9. Hoxton Heroes – 3:00
10. Memory of You – 3:48

### Делукс издание (диск 3)
1. „Страстите на Гърлс Алауд: Сара“ – 46:01
2. „Страстите на Гърлс Алауд: Черил“ – 47:30

### Делукс издание (диск 4)
1. „Страстите на Гърлс Алауд: Кимбърли“ – 48:13
2. „Страстите на Гърлс Алауд: Никола“ – 45:46